# 半谷陽介
半谷 陽介（はんや ようすけ、1999年1月30日 - ）は、東京都出身のサッカー選手。コロラドスプリングス・スイッチバックスFC所属。ポジションはMF。

## 略歴
FC東京の下部組織出身。U-18チームに所属していた2016年6月、チームメイトの伊藤純也とともに2種登録選手としてトップチームに登録された。このシーズンはFC東京U-23の選手としてJ3リーグで2試合に出場した。
しかしFC東京のトップチームに昇格はせず、東京学芸大学に進学。その後渡米し、マサチューセッツ大学アマースト校（UMASS）に編入学した。
UMASSではチームの中心として活躍し、2018年Atlantic 10 All-Rookie Teamに選出されるが、2019年シーズンは怪我により試合に出場することができなかった。しかし、怪我よりも復活した2020年はチームのエースとして、United Soccer Coaches First-Team All-Region、First-Team All-Atlantic 10 selection、United Soccer Coaches Scholar All-Region honoreeなど数々の賞を総なめ。リーグ戦では10アシストをあげ、アシスト王に輝き、チームを全米大会に牽引した。2021年も引き続きAtlantic 10 Second-Team、United Soccer Coaches All-Region Third-Teamなどの賞を受賞するなど全米大学サッカーでも注目を浴びた。
2022年2月、MLSネクスト・プロ所属のコロラド・ラピッズ2（MSL・コロラド・ラピッズのセカンドチーム）に加入。3月28日のスポルティング・カンザスシティII戦でプロデビューを果たすと、この試合でプロ初ゴールも決めた。その後のシーズンで4ゴール、2アシストを決めて、2022年のチーム内MVPに輝いた。コロラドラピッズ2史上初めてのMVPとなる。。
2023年3月26日の開幕戦で初ゴールを決めた。2022年の開幕戦でもゴールを決めており、2年連続で開幕戦でゴールを決めている。その後6試合連続で7ゴールを決める活躍を見せ、5月12日には25歳以下の選手が対象となる短期契約でコロラド・ラピッズのトップチームに招集された。5月17日のアトランタ・ユナイテッドFC戦で88分に途中出場しMLSデビューを果たした。
2024年2月24日、USLチャンピオンシップ所属のコロラドスプリングス・スイッチバックスFCに1年間の期限付き移籍が発表された。同リーグで優勝を果たし、シーズン通算５ゴール、2アシストとチームを牽引。2025年シーズンもスイッチバックスFCと期限付き移籍を延長することが発表された。

## 所属クラブ
- FC春江
- FC東京U-15深川
- FC東京U-18
  - 2016年6月 - 同年9月[11]  FC東京（2種登録選手）
- 東京学芸大学
- マサチューセッツ大学アマースト校
- 2022年 -  コロラド・ラピッズ2（英語版）
  - 2023年  コロラド・ラピッズ（短期ローン）
  - 2024年  コロラドスプリングス・スイッチバックスFC(期限付き移籍)

## 個人成績
| 国内大会個人成績 | 国内大会個人成績 | 国内大会個人成績 | 国内大会個人成績 | 国内大会個人成績 | 国内大会個人成績 | 国内大会個人成績 | 国内大会個人成績 | 国内大会個人成績 | 国内大会個人成績 | 国内大会個人成績 | 国内大会個人成績 |
| 年度             | クラブ           | 背番号           | リーグ           | リーグ戦         | リーグ戦         | リーグ杯         | リーグ杯         | オープン杯       | オープン杯       | 期間通算         | 期間通算         |
| 年度             | クラブ           | 背番号           | リーグ           | 出場             | 得点             | 出場             | 得点             | 出場             | 得点             | 出場             | 得点             |
| 日本             | 日本             | 日本             | 日本             | リーグ戦         | リーグ戦         | リーグ杯         | リーグ杯         | 天皇杯           | 天皇杯           | 期間通算         | 期間通算         |
| ---------------- | ---------------- | ---------------- | ---------------- | ---------------- | ---------------- | ---------------- | ---------------- | ---------------- | ---------------- | ---------------- | ---------------- |
| 2016             | F東23            | 21               | J3               | 2                | 0                | -                | -                | -                | -                | 2                | 0                |
| アメリカ         | アメリカ         | アメリカ         | アメリカ         | リーグ戦         | リーグ戦         | リーグ杯         | リーグ杯         | USオープン杯     | USオープン杯     | 期間通算         | 期間通算         |
| 2022             | ラピッズ2        | 47               | ネクスト・プロ   | 23               | 4                | -                | -                | -                | -                | 23               | 4                |
| 2023             | ラピッズ2        | 47               | ネクスト・プロ   | 27               | 13               | -                | -                | -                | -                | 27               | 13               |
| 2023             | ラピッズ         | 47               | MLS              | 2                | 0                | 0                | 0                | 0                | 0                | 2                | 0                |
| 2024             | スイッチバックス | 20               | USLS             |                  |                  |                  |                  |                  |                  |                  |                  |
| 通算             | アメリカ         | アメリカ         | MLS              | 2                | 0                | 0                | 0                | 0                | 0                | 2                | 0                |
| 通算             | アメリカ         | アメリカ         | USLS             |                  |                  |                  |                  |                  |                  |                  |                  |
| 通算             | アメリカ         | アメリカ         | ネクスト・プロ   | 50               | 17               | -                | -                | -                | -                | 50               | 17               |
| 通算             | 日本             | 日本             | J3               | 2                | 0                | -                | -                | -                | -                | 2                | 0                |
| 総通算           | 総通算           | 総通算           | 総通算           | 54               | 17               | 0                | 0                | 0                | 0                | 54               | 17               |

- 2016年は2種登録選手

出場歴
- Jリーグ初出場 - 2016年7月31日 J3第19節 vsガイナーレ鳥取（味フィ西）

## タイトル

### クラブ
FC東京U-18
- Jユースカップ：1回（2016年）
- 日本クラブユースサッカー選手権 (U-18)大会：1回（2016年）

コロラドスプリングス・スイッチバックスFC
- 2024 USLチャンピオンシップ プレーオフ（英語版）：1回(2024年)

### 個人
- 第40回日本クラブユースサッカー選手権(U-18)大会 MVP